# Begonia khaophanomensis
Begonia khaophanomensis, biljna vrsta iz roda begonija. To rizomatozni geofit sličan vrsti B. palmata po habitusu i obliku lista, ali se razlikuje po tome što ima listove koji se pojavljuju u nasuprotnim parovima na vrhu biljke (ne naizmjenično), s bijelim kratkim krutim dlačicama na peteljkama i listovima. Opisana je iz zbirke napravljene na granitnoj stijeni u pokrajini Krabi na poluotoku Tajlanda. Endem je tipskog lokaliteta nacionalnog parka Khao Phanom Bencha i ocijenjen je kao najmanje zabrinjavajući prema kriterijima IUCN-a.
Vrsta je opisana u Gard. Bull. Singapore 68: 100 (2016)